# Lista okrętów Royal Navy, B
Ta sekcja listy okrętów Royal Navy zawiera wszystkie okręty Royal Navy których nazwa zaczyna się od B.
Aby zobaczyć wyłącznie listę okrętów obecnie pozostających w służbie, zobacz Lista obecnie służących okrętów Royal Navy
W wielu przypadkach nazwa była używana wielokrotnie dla wielu jednostek na przestrzeni wieków. Jeżeli tak było, to po kliknięciu na nazwę powinno się wyświetlić hasło zawierające spis wszystkich jednostek noszących taką nazwę.
- „B1”
- „B2”
- „B3”
- „B4”
- „B5”
- „B6”
- „B7"
- „B8”
- „B9”
- „B10”
- „B11”
- „Babet”
- „Bacchante”
- „Bacchus”
- „Baddeck”
- „Badger”
- „Badminton”
- „Badsworth”
- „Bagshot”
- „Bahamas”
- „Bahama”
- „Bala”
- „Baleine”
- „Balfour”
- „Ballahou”
- „Ballarat”
- „Ballindery”
- „Balmain”
- „Balm”
- „Balsam”
- „Baltic”
- „Baltimore”
- „Bamborough Castle”
- „Banbury”
- „Banchory”
- „Banff”
- „Bangor”
- „Bann”
- „Banshee”
- „Banterer”
- „Bantry”
- „Bantum”
- „Barbadoes”
- „Barbados”
- „Barbara”
- „Barbette”
- „Barbuda”
- „Barfleur”
- „Barham”
- „Bark of Bullen”
- „Bark of Murlesse”
- „Barle”
- „Barnard Castle”
- „Barnstaple”
- „Barnwell Castle”
- „Barracouta „
- „Barrington”
- „Barrosa”
- „Basilisk”
- „Basing”
- „Bassingham”
- „Bastion”
- „Batavia”
- „Bathgate”
- „Bathurst”
- „Bath”
- „Batman”
- „Battleaxe”
- „Battler”
- „Battle”
- „Bat”
- „Bayfield”
- „Bayntun”
- „Bazeley”
- „Beachampton”
- „Beachy Head”
- „Beacon Hill”
- „Beacon”
- „Beagle”
- „Bear”
- „Beatrice”
- „Beatty”
- „Beaufort”
- „Beaulieu”
- „Beauly Firth”
- „Beaumaris”
- „Beaumont”
- „Beaver Prize”
- „Beaver”
- „Beccles”
- „Beckford”
- „Beckwith”
- „Bedale”
- „Bedford Galley”
- „Bedford”
- „Bedham”
- „Bedouin”
- „Beehive”
- „Beeston Castle”
- „Bee”
- „Begonia”
- „Begum”
- „Belem”
- „Belette”
- „Belfast”
- „Belisarius”
- „Belle Isle”
- „Belle Poule”
- „Ballechasse”
- „Belleisle”
- „Bellerophon”
- „Belliqueux”
- „Bellona”
- „Bellwort”
- „Belmont”
- „Belton”
- „Belvidera”
- „Belvoir”
- „Belzebub”
- „Ben Lomond”
- „Ben Meidie”
- „Ben Nevis”
- „Ben-my-Chree”
- „Benalla”
- „Benbow”
- „Bendigo”
- „Bendor”
- „Bengal”
- „Benjamin & Ann”
- „Benjamin”
- „Bentinck”
- „Bentley”
- „Berberis”
- „Berbice”
- „Bere Castle”
- „Beresford”
- „Bergamot”
- „Bergere”
- „Berkeley Castle”
- „Berkeley”
- „Bermagui”
- „Bermuda”
- „Berry Head”
- „Berry”
- „Berwick”
- „Beschermer”
- „Betano”
- „Betony”
- „Beverley”
- „Bevington”
- „Bezan”
- „Bhamo”
- „Bicester”
- „Bickerton”
- „Bickington”
- „Biddeford”
- „Bideford”
- „Bienfaisant”
- „Bigbury Bay”
- „Bihar”
- „Bildeston”
- „Bilsthorpe”
- „Birdham”
- „Bird”
- „Birkenhead”
- „Birmingham”
- „Bisham”
- „Biter”
- „Bittern”
- „Bittersweet”
- „Black Bull”
- „Black Dog”
- „Black Eagle”
- „Black Posthorse”
- „Black Prince”
- „Black Spread-Eagle”
- „Black Swan”(inne języki)
- „Blackburn”
- „Blackfly”
- „Blackmore Ketch”
- „Blackmore Lady”
- „Blackmorevale”
- „Blackmore”
- „Blackpool”
- „Blackwall”
- „Blackwater”
- „Blackwood”
- „Black”
- „Blade”
- „Blairmore”
- „Blakeney”
- „Blake”
- „Blanche”
- „Blandford”
- „Blankney”
- „Blast”
- „Blaxton”
- „Blazer”
- „Blaze”
- „Blean”
- „Bleasdale”
- „Blencathra”
- „Blenheim”
- „Blessing”
- „Blickling”
- „Bligh”
- „Blonde”
- „Bloodhound”
- „Bloom”
- „Blossom”
- „Bluebell”
- „Bluethroat”
- „Blyth”
- „Boadicea”
- „Bodenham”
- „Bodiam Castle”
- „Bogam”
- „bold"
- „Bolebroke”
- „Bolton Castle”
- „Bolton”
- „Bombard”
- „Bombay Castle”
- „Bombay”
- „Boomerang”
- „Bonaventure”
- „Bonavoila”
- „Bonetta”
- „Bonita”
- „Bonito”
- „Bonne Citoyenne”
- „Bootle”
- „Borage”
- „Border Cities”
- „Border”
- „Boreas”
- „Boreham”
- „Borer”
- „Boscawen”
- „Bossington”
- „Boston”
- „Botha”
- „Bottisham”
- „Bouclier”
- „Boulogne”
- „Boulston”
- „Bouncer”
- „Bountiful”
- „Bounty”
- „Bourbonnaise”
- „Bourdelias”
- „Bowen”
- „Bowes Castle”
- „Bowmanville”
- „Boxer”
- „Boyne”
- „Braak”
- „Braave”
- „Bradfield”
- „Bradford”
- „Braid”
- „Braithwaite”
- „Brakel”
- „Bramber Castle”
- „Bramble”
- „Bramham”
- „Brampton”
- „Brandon”
- „Branlebas”
- „Brantford”
- „Brantingham”
- „Brave”
- „Bravo”
- „Brayford”
- „Brazen”
- „Bream”
- „Brearley”
- „Breconshire”
- „Brecon”
- „Bredah”
- „Brenchley”
- „Brereton”
- „Brevdrageren”
- „Briar”
- „Bridgewater”
- „Bridgnorth Castle”
- „Bridlington”
- „Bridport”
- „Brigadier”
- „Brigandine”
- „Brigantine”
- „Brigham”
- „Brighton”
- „Brilliant Prize”
- „Brilliant”
- „Brinkley”
- „Brinton”
- „Briseis”
- „Brisk”
- „Brissenden”
- „Bristol”
- „Britannia”
- „Britomart”
- „Briton”
- „Brixham”
- „Broaderschap”
- „Broadley”
- „Broadsword”
- „Broadwater”
- „Broadway”
- „Brocklesby”
- „Brockville”
- „Brock”
- „Broke”
- „Brolga”
- „Bronington”
- „Broome”
- „Broomley”
- „Broom”
- „Brothers”
- „Brough Castle”
- „Bruce”
- „Bruiser”
- „Bruizer”
- „Brunei”
- „Brune”
- „Brunswick”
- „Brutus”
- „Bryansford”
- „Bryony”
- „Buccaneer”
- „Bucephalus”
- „Buchan Ness”
- „Buckie”
- „Buckingham”
- „Buck”
- „Buctouche”
- „Buddleia”
- „Bude”
- „Buffalo”
- „Bugloss”
- „Bulldog”
- „Bullen”
- „Bullfinch”
- „Bullfrog”
- „Bullrush”
- „Bull”
- „Bulolo”(inne języki)
- „Bulrush”
- „Bulwark”
- „Burchett”
- „Burdock”
- „Burford”
- „Burges”
- „Burghead Bay”
- „Burley”
- „Burlington”
- „Burnaston”
- „Burnet”
- „Burnham”
- „Burnie”
- „Burslem”
- „Burton”
- „Burwell”
- „Bury”
- „Buss”
- „Bustard”
- „Bustler”
- „Busy”
- „Buttercup”
- „Butterfly”
- „Buttington”
- „Buttress”
- „Buxton”
- „Buzzard”
- „Byard”
- „Byron”